# Schwadorf
Schwadorf è un comune austriaco di 2 049 abitanti nel distretto di Bruck an der Leitha, in Bassa Austria; ha lo status di comune mercato (Marktgemeinde). Tra il 1938 e il 1954 è stato accorpato alla città di Vienna.